# Lanouaille
Lanouaille é uma comuna francesa na região administrativa da Nova Aquitânia, no departamento Dordonha. Estende-se por uma área de 23,8 km². Em 2010 a comuna tinha 1 025 habitantes (densidade: 43,1 hab./km²).